# Одобряю достоинство
Одобряю достоинство (исп. Apruebo Dignidad; AD) — чилийская политическая коалиция левых сил, созданная 11 января 2021 года Широким фронтом и Достойным Чили, также состоящая из ряда организаций и движений гражданского общества, таких как «Круглый стол социального единства» и «Сотрудничество ради достоинства».

## История

### Фон
Пакт «Одобряю достоинство» берёт свое начало в попытке воссоединить левый полюс в большой конгломерат. В разгар пандемии предпринимались различные попытки добиться единства в оппозиции. Одним из них был «Pliego Popular», платформа, которая объединила левые политические партии и движения с намерением сформулировать в Конгрессе социально-экономические предложения в контексте пандемии COVID-19 в Чили.

### Создание
Среди членов «Одобряю достоинство» — Широкий фронт, «Достойное Чили», «Круглый стол социального единства», «Сотрудничество ради достоинства», а также другие организации и движения. 5 февраля 2021 года были определены программные цели коалиции по разработке новой конституции. В этом мероприятии приняли участие такие общественные и политические деятели, как Беатрис Санчес, Фернандо Атриа, Барбара Фигероа, Эмилия Шнайдер, Бастиан Боденхофер, Патрисия Лопес, Татьяна Уррутия, Маркос Барраса, Барбара Сепульведа Халес и другие.
После результатов выборов в Конституционное собрание партии-члены коалиции подтвердили президентские праймериз и официальное оформление избирательной коалиции 19 мая на фоне неудавшихся переговоров с Социалистической партией. На этих праймериз фаворитами считался мэр Реколеты Даниэль Хадуэ, которого поддержали члены «Достойного Чили»: Коммунистическая партия, Социальная зелёная региональная федерация. Партия равенства, Гуманистическое действие, Либертарианские левые и Христианские левые Чили и другие. Другим кандидатом был депутат от Магальянеса, поддержанный Широким фронтом — лидер «Социальной конвергенции» Габриэль Борич.
18 июля 2021 года прошли праймериз, на которых Габриэль Борич был избран кандидатом в президенты на предстоящих выборах в ноябре. Также в ходе переговоров рассматривается возможность включения альянса в единый список на парламентских выборах.
В четверг, 12 августа, альянс сформировал «Учредительную Обсерваторию Одобряю Достоинство» (OCAD), аналитический центр, созданный «Коллективным знанием» (ШФ) в тесном сотрудничестве с Eumbo Colectivo (ДР), La Casa Común (ОС). и Институт наук Александра Липшуца (КПЧ), поддерживаемый немецким фондом Фридриха Эберта. Основная цель проекта — необходимость "наладить связи между Конституционной конвенцией и гражданским обществом для мониторинга и внесения предложений по конституции, в дополнение к укреплению отношений между партиями и движениями, которые составляют «Одобряю достоинство». Впоследствии к OCAD присоединились аналитические центры Nodo XXI, Fundación Territorios Colectivos и Democracia Viva.
11 августа было официально оформлено формирование парламентской группы «Одобряю достоинство», состоящей из партий и движений альянса, имеющих парламентское представительство (Демократическая революция, Социальная конвергенция, Комунес, Движение УНИР, Коммунистическая партия, Социальная зелёная регионалистская федерация, Гуманистическое действие). Задача парламентской группы будет заключаться в улучшении парламентской координации для рассмотрения проектов, которые будут обсуждаться в Конгрессе в будущем, таких как закон о 40 часах работы, налог на сверхбогатых и другие. Также на мероприятии была подтверждена поддержка кандидатуры Габриэля Борича на пост президента. Партия равенства и Движение народной победы решили не поддерживать Борича и поднять параллельный парламентский список с Гуманистической партией под названием «Достоинство сейчас»; Таким же образом Либертарные левые заявили, что не поддержат Борича. Таким образом, эти группы определённо покинули «Одобряю достоинство».

## Результаты выборов

### Выборы в Конституционную конвенцию
| Год     | Голоса    | % голосов | Места     |
| ------- | --------- | --------- | --------- |
| 2021 г. | 1 070 361 | 18.74 %   | 28 из 155 |